# Planeta V
El Planeta V és un hipotètic cinquè planeta ja desaparegut l'existència del qual fou proposada pels científics John Chambers i Jack Lissauer de la NASA. Segons la proposta, sorgida i sustentada sobre la base de simulacions numèriques, hauria estat situat entre  Mart i el cinturó d'asteroides. Chambers i Lissauer van presentar aquesta proposta en la 33a Conferència de Ciències Lunars i Planetàries (Lunar and Planetary Science Conference), que va tenir lloc de l'11 al 15 de març de 2002.
La proposta feta per Chambers i Lissauer plantejava l'existència d'un planeta terrestre (fins ara desconegut i ja desaparegut) en una òrbita inestable i excèntrica al voltant del Sol, ara fa uns 4000 milions d'anys com a mínim. Segons els dos científics, hi hauria una connexió entre la desaparició d'aquest planeta i el Gran bombardeig tardà ocorregut en l'Hadeà.

| «               | Aquest planeta extra es va formar en una òrbita de baixa excentricitat, la qual va ser de llarga durada però inestable | » |
| — John Chambers | |   |

Fa uns 3,9 milers de milions d'anys, el Planeta V resultà pertorbat en la seva òrbita per interaccions gravitacionals amb els altres planetes interiors. D'aquesta manera, va passar a tenir una òrbita altament excèntrica la qual creuava el cinturó d'asteroides interior, el qual en aquell moment contenia una quantitat de material molt més gran de la que té actualment. El seu passatge per aquest cinturó d'asteroides hauria provocat que molts d'ells fossin llançats cap a òrbites que es creuarien amb la de Mart. Això hauria comportat un augment temporal de la quantitat d'asteroides amb òrbites properes a la terrestre i, per tant, un augment en la taxa d'impactes a la Lluna.
Segons Chambers, el Planeta V es va destruir probablement en xocar amb el Sol, on s'hauria fos.